# Calle de Luisa Fernanda
La calle de Luisa Fernanda es una vía pública de la ciudad española de Madrid, situada en el barrio de Argüelles, distrito de Moncloa-Aravaca.

## Descripción
La vía discurre desde la calle de la Princesa hasta la de Ferraz. Recuerda con el título a María Luisa Fernanda de Borbón y Borbón-Dos Sicilias (1832-1897), infanta de España y duquesa de Montpensier. Aparece descrita en Las calles de Madrid (1889) de Hilario Peñasco de la Puente y Carlos Cambronero con las siguientes palabras:

Luisa Fernanda. Entre las calles de Ferraz y de la Princesa. Es de apertura moderna. Doña María Luisa Fernanda nació en 30 de enero de 1832 y casó en 10 de Octubre de 1846 con D. Antonio María Felipe de Orleans, duque de Montpensier. Retirada de la política por inclinación y por carácter, ha dejado á su esposo la dirección de los asuntos de familia, atendiendo sólo á la educación de sus hijos: para ellos han sido sus cuidados y sus afanes; madre cariñosa, ha comprendido que en los goces puros del hogar está la verdadera política de la mujer. En el núm. 25 de esta calle falleció, el 29 de Abril de 1881, el sentido poeta D. Eulogio Florentino Sanz.
(Peñasco de la Puente y Cambronero, 1889, p. 305)